# Калвадос (департман)
Калвадос (фр. Calvados) департман је у северној Француској. Припада региону Горња Нормандија, а главни град департмана (префектура) је Кан (Нормандија). Департман Калвадос је означен редним бројем 14. Његова површина износи 5.548 км². По подацима из 2012. године у департману Калвадос је живело 699.591 становника, а густина насељености је износила 126 становника по км².
Овај департман је административно подељен на:
- 4 округа
- 49 кантона и
- 705 општина.

## Демографија
| 1999.   | 2011.   |
| ------- | ------- |
| 648.385 | 685.262 |